# Mădălina Gojnea
Mădălina Gojnea (født 23. august 1987 i Ploiești, Rumænien) er en kvindelig professionel tennisspiller fra Rumænien.
Mădălina Gojnea højeste rangering på WTA single rangliste var som nummer 149, hvilket hun opnåede 4. juli 2011. I double er den bedste placering nummer 191, hvilket blev opnået 9. juli 2007. 